# Luka Đorđević
Luka Đorđević (Cyrillic: Лукa Ђорђевић, sinh ngày 9 tháng 7 năm 1994) là một cầu thủ bóng đá chuyên nghiệp người Montenegro, chơi ở vị trí tiền đạo cho FC Zenit Saint Petersburg. Anh đã ra mắt Đội tuyển bóng đá quốc gia Montenegro vào năm 2012 ở tuổi 18.

## Sự nghiệp của CLB

### Zenit
Vào ngày 11 tháng 8 năm 2012, Đorđević đã có lần ra sân đầu tiên cho Zenit khi anh vào sân ở phút 83 từ băng ghế dự bị trong chiến thắng 5-0 của câu lạc bộ trước Spartak Moskva.

### Twente
Đorđević đã có hợp đồng cho mượn một mùa từ Zenit đến Twente vào tháng 8 năm 2013. Vào ngày 11 tháng 1 năm 2014, anh ghi bàn thắng đầu tiên của mình cho Twente trong một trận giao hữu với VfL Osnabrück.

## Sự nghiệp quốc tế
Đorđević nhận được cú điện thoại đầu tiên gia nhập đội tuyển bóng đá quốc gia Montenegro vào ngày 27 tháng 8 năm 2012 cho trận đấu với Ba Lan và San Marino vào ngày 7 và 11 tháng 9. Anh ghi bàn trong trận ra mắt đối đầu với San Marino vào ngày 11 tháng 9 năm 2012

## Thống kê

### Câu lạc bộ
Tính đến 13 tháng 5 năm 2018
| Câu lạc bộ             | Mùa                 | VĐQG | VĐQG | CQG  | CQG | Châu lục | Châu lục | Khác | Khác | Tổng cộng | Tổng cộng |
| Câu lạc bộ             | Mùa                 | Trận | Bàn  | Trận | Bàn | Trận     | Bàn      | Trận | Bàn  | Trận      | Bàn       |
| ---------------------- | ------------------- | ---- | ---- | ---- | --- | -------- | -------- | ---- | ---- | --------- | --------- |
| Mogren                 | 2010–11             | 2    | 0    | 0    | 0   | 0        | 0        | –    | –    | 2         | 0         |
| Mogren                 | 2011–12             | 24   | 10   | 2    | 0   | 1        | 0        | –    | –    | 27        | 10        |
| Mogren                 | Tổng cộng           | 26   | 10   | 2    | 0   | 1        | 0        | 0    | 0    | 29        | 10        |
| Zenit                  | 2012–13             | 7    | 0    | 2    | 0   | 1        | 0        | –    | –    | 10        | 0         |
| Zenit                  | 2013–14             | 1    | 0    | –    | –   | 0        | 0        | –    | –    | 1         | 0         |
| Twente                 | 2013–14             | 14   | 0    | 1    | 0   | –        | –        | –    | –    | 15        | 0         |
| Jong Twente            | 2013–14             | 5    | 1    | –    | –   | –        | –        | –    | –    | 5         | 1         |
| Zenit St. Petersburg   | 2014–15             | 0    | 0    | –    | –   | 0        | 0        | –    | –    | 0         | 0         |
| Sampdoria              | 2014–15             | 3    | 0    | 2    | 0   | –        | –        | –    | –    | 5         | 0         |
| Zenit St. Petersburg   | 2015–16             | 0    | 0    | –    | –   | –        | –        | –    | –    | 0         | 0         |
| Zenit-2 St. Petersburg | 2015–16             | 2    | 0    | –    | –   | –        | –        | –    | –    | 2         | 0         |
| Ponferradina           | 2015–16             | 24   | 3    | 2    | 1   | –        | –        | –    | –    | 26        | 4         |
| Zenit St. Petersburg   | 2016–17             | 10   | 1    | 1    | 1   | 6        | 1        | 1    | 0    | 18        | 3         |
| Zenit St. Petersburg   | 2017–18             | 0    | 0    | –    | –   | –        | –        | –    | –    | 0         | 0         |
| Tổng cộng sự nghiệp    | Tổng cộng sự nghiệp | 110  | 22   | 11   | 2   | 8        | 1        | 1    | 0    | 130       | 25        |
| Arsenal Tula           | 2017–18             | 22   | 7    | 1    | 0   | –        | –        | –    | –    | 23        | 7         |
| Tổng cộng              | Tổng cộng           | 114  | 22   | 11   | 2   | 8        | 1        | 1    | 0    | 134       | 25        |

### Quốc tế
| Montenegro | Montenegro | Montenegro |
| Năm        | Trận       | Bàn        |
| ---------- | ---------- | ---------- |
| 2012       | 2          | 1          |
| 2013       | 0          | 0          |
| 2014       | 5          | 0          |
| 2017       | 1          | 0          |
| 2018       | 3          | 0          |
| Tổng cộng  | 11         | 1          |

### Bàn thắng quốc tế
| # | Ngày                | Địa điểm                                      | Đối thủ    | Bàn thắng | Kết quả | Giải đấu                 |
| - | ------------------- | --------------------------------------------- | ---------- | --------- | ------- | ------------------------ |
| 1 | 11 tháng 9 năm 2012 | Sân vận động Olimpico, Serravalle, San Marino | San Marino | 0–1       | 0–6     | Vòng loại World Cup 2014 |